# Manifeste des Soixante
Le Manifeste des soixante, rédigé par l’ouvrier ciseleur Henri Tolain et signé par soixante prolétaires, présente en 1864 un programme de revendications sociales pour soutenir des candidatures ouvrières à une élection partielle sous le Second Empire, dénonçant l’hypocrisie de l’égalité telle que l’a formulée la Révolution de 1789 et demandant une véritable démocratie politique, économique et sociale. C’est un texte d’importance dans l’histoire du mouvement ouvrier.

## Le socialisme sous le Second Empire
Au début du Second Empire, les ouvriers, hantés par l’échec du socialisme utopique, les massacres orchestrés par la bourgeoisie en juin 1848 et la politique répressive du gouvernement de la Seconde République, ne se mobilisent alors pas dans des mouvements ouvriers politiques, suivant ainsi les conseils de Proudhon, partisan d’une organisation ouvrière sociale et mutualiste et d’un refus de participer à la vie politique.
Mais, en 1860, l’Empereur change d’orientation politique et adopte une position plus libérale. Napoléon III autorise une délégation ouvrière française à l'Exposition universelle de Londres de 1862. Ces délégués rencontrent une classe ouvrière anglaise mieux organisée et mieux rémunérée, grâce aux méthodes réformistes des syndicats anglais, les trade-unions. 
Henri Louis Tolain, ciseleur sur bronze, fait partie de la délégation et publie à son retour, dans L'Opinion nationale, une célèbre lettre où il réclame des réformes législatives, la création de chambres syndicales ou encore le droit de grève (ce dernier est accordé, avec des restrictions, en 1864).

## La rédaction du manifeste
En 1863, Henri Tolain apporte son soutien aux candidatures ouvrières aux élections dans une brochure, « Quelques vérités sur les élections de Paris », et rédige chez son ami journaliste socialiste Henri-François Lefort un manifeste destiné à soutenir sa propre candidature à l’élection complémentaire de février 1864. Ce texte est publié le 17 février 1864 dans L’Opinion nationale et ratifié par soixante ouvriers et prolétaires, dont Tolain, Lefort, les monteurs en bronze Perrachon et Camélinat, le passementier Limousin. 
Le Manifeste des Soixante proclame ainsi que « l’égalité inscrite dans la loi n’est pas dans les mœurs et qu’elle est encore à réaliser dans les faits », en assurant que les ouvriers constituent « une classe spéciale de citoyens ayant besoin d’une représentation directe ». La volonté est, dans une optique de continuité de la Révolution qui n’avait profité qu’aux bourgeois, de donner une autonomie à la classe ouvrière, articulée avec la construction d’une identité collective. 
« On a répété à satiété : il n’y a plus de classes depuis 1789 ; tous les Français sont égaux devant la loi, mais nous n’avons d’autre propriété que nos bras, nous qui subissons tous les jours les conditions illégitimes et arbitraires du capital, nous qui vivons sous des lois exceptionnelles telles que les lois sur les coalitions et l’article 1781, qui porte atteinte à notre intérêt en même temps qu’à notre dignité, il nous est difficile de croire à cette affirmation ».
Le manifeste dresse ensuite un programme de revendications immédiates :
1. l'abrogation de l'article 1781 du Code civil, ainsi rédigé : « Le maître est cru sur son affirmation pour la quotité des gages, pour le paiement des salaires de l'année et pour les acomptes donnés pour l'année courante »
2. l'abolition de la loi sur les coalitions
3. la création de chambres syndicales
4. l'élargissement de la compétence des sociétés de secours mutuel
5. la règlementation du travail des femmes
6. la réforme de l'apprentissage
7. l'instruction primaire et professionnelle gratuite

## Influence du texte
Pour beaucoup d’auteurs, par exemple Marx, ce manifeste constitue « la première charte de classe d’un mouvement ouvrier français en voie de devenir adulte ». Considéré depuis comme le chef de file du mouvement ouvrier, Tolain dirige en 1865 le premier bureau parisien de l’Internationale créée à Londres à la fin 1864.
Les républicains furent furieux que ce manifeste n’aborde pas la question du régime politique. 
Proudhon, prié de donner son avis, reconnut le droit des ouvriers à une représentation qui leur soit propre, mais n'en persista pas moins à leur recommander l'abstention aux élections devant l’illusion du parlementarisme ouvrier. Il préparait alors De la capacité politique des classes ouvrières, qui ne paraît qu'après sa mort. La section française de l’Internationale est d’ailleurs ensuite formée sur l’initiative d’ouvriers proudhoniens.
À ces courants s’ajoutait l’influence de Blanqui qui, reprenant la tradition de 1793, désirait que la révolution soit accomplie par de petits groupes en sociétés secrètes soutenus par une action violente. Ces diverses tendances s’affirmeront dans l’action de la Commune.